# Typhloxenus mirificus
Typhloxenus mirificus är en mångfotingart som beskrevs av Bruno Condé 1955. Typhloxenus mirificus ingår i släktet Typhloxenus och familjen penseldubbelfotingar. Inga underarter finns listade i Catalogue of Life.